# トヨタ・C-HR
C-HR（シーエイチアール）は、トヨタ自動車が製造・販売するコンパクトSUVである。
かつては日本国内でも販売されていた。

## 初代 NGX10/50型/ZGX10型/ZYX1#型（2016年 - 2023年）
トヨタの次世代世界戦略車として、世界100か国で展開されるコンパクトクロスオーバーSUVである。そのコンセプトカーはRAV4・プリウス・86の3車種の長所を併せ持つクロスオーバーとして登場した。キャッチコピーは「TOYOTAの世界戦略SUV」。
ニュルブルクリンクを始めとする世界の様々な道での走行テスト・欧州の一般道路でのハンドリングやショックアブソーバーのチューニングなど、運動性能にこだわって開発された。「レスポンス」・「リニアリティ」・「コンシステンシー」を突き詰めることで、コンセプトである「我が意の走り」を徹底的に追求し、C-HRならではの「味付け」がされている。加えて発売直前のニュルブルクリンク24時間レースにおいて試作車をレース仕様に仕立てた「C-HR Racing」を投入するという試みもされ、発売後もニュルやラリー競技にベース車両として用いられるなど、スポーツカーさながらの運用がされているという異色のクロスオーバーSUVである。
開発主査を担当した古場博之はプライベートでサーキットに通い、FJ1600や86/BRZレース、鈴鹿クラブマンレースにも参戦したことのあるほどの車好きで知られる。
従来のトヨタ車にない斬新なスタイリングは賛否こそあったものの市場での評価は高く、発売後半年後の2017年4月には日本自動車販売協会連合会が1968年に統計を開始して以来、SUVとして初の車名別月間販売台数1位を記録した。また欧州でもハイブリッドモデルを中心に人気を集め、トヨタのイメージを大きく変えるきっかけになった。2021年には欧州市場でヤリス、カローラに次いで3番目に売れる日本車となっている。
元日産・GT-R開発責任者の水野和敏は「ベンチマークに頼らず独自性で勝負している、数少ない日本車」の例として、クラウン、アルファード/ヴェルファイアと共にC-HRを挙げている。
当時、トヨタのSUVでは初となる全てのトヨタ系ディーラー（トヨタ店・トヨペット店・カローラ店・ネッツ店）での取り扱いになった。生産はトヨタ自動車東日本（TMEJ）の岩手工場が担当していた。

### メカニズム
プラットフォームは、2015年12月発売の4代目プリウスで初採用された「TNGA」を採用。TNGAプラットフォーム使用のモデルとしては2車種目となる。またコンベンショナルモデルとしてはTNGA第一号である。
サスペンションは、フロントに新開発のマクファーソンストラット式、リヤにダブルウィッシュボーン式のサスペンションを採用。フロントにはトヨタ車としては異例となる標準サイズを超えた大型スタビライザーを装備したり、プリウスではゴム製だったブッシュを金属製のボールブッシュに変えてハンドリングを向上させるなど、走りの質感向上のための専用設計の部品が多く見られる。前期型では欧州車での採用で名高いザックス社製ショックアブソーバーを標準装備したことで話題を集めたが、2019年11月のビッグマイナーチェンジでは供給の都合により日立オートモティブシステムズ社製へと変更されている。
発売当初のラインアップは、2WD車が1.8Lハイブリッド（2ZR-FXE型）、4WD車は1.2Lターボ（8NR-FTS型）の2種のみであった。2018年5月の一部改良時に1.2Lターボ車に2WDを追加設定している。また2019年に国内でも追加されたMT仕様は、自動ブリッピング機能を備える"iMT"を採用している。
| 販売期間            | エンジン・電気モーター | 排気量 (cc)      | タイプ                   | トランスミッション                 | 最高出力 (kW (PS)/rpm)  | 最大トルク (Nm (kgm)/rpm) | 備考                     |
| ガソリンエンジン    | ガソリンエンジン       | ガソリンエンジン | ガソリンエンジン         | ガソリンエンジン                   | ガソリンエンジン        | ガソリンエンジン          | ガソリンエンジン         |
| ------------------- | ---------------------- | ---------------- | ------------------------ | ---------------------------------- | ----------------------- | ------------------------- | ------------------------ |
| 2016年6月-2023年7月 | 8NR-FTS型              | 1,196            | 直列4気筒 直噴DOHCターボ | Super CVT-i 6速iMT（前輪駆動のみ） | 85 (116) /5,200 - 5,600 | 185 (18.9) /1,500 - 4,000 | 6速iMTは2019年10月に追加 |
| ハイブリッド        |                        |                  |                          |                                    |                         |                           |                          |
| 2016年6月-2023年7月 | 2ZR-FXE型              | 1,797            | 直列4気筒 直噴DOHC       | 電気式無段変速機                   | 72 (98) /5,200          | 142 (14.5) /3,600         |                          |
| 2016年6月-2023年7月 | 1NM型                  | -                | 交流同期電動機           | 電気式無段変速機                   | 53 (72)                 | 163 (16.6)                |                          |
| 2016年6月-2023年7月 | システム最高出力       | -                | -                        | 電気式無段変速機                   | 90 (122)                | -                         |                          |

4WDシステムはハリアーに先行採用されていた『ダイナミックトルクコントロール4WD』で、滑りを予測した時のみならず、舗装路での僅かなステアリングの舵角にも反応して後輪に駆動力が配分されるようになっている。
空力面ではデザインを犠牲にしないため、通常取り付けられるサイドスポイラーではなくリアスポイラーを装着した。また空力開発にあたり車の下側も一から再設計した。
安全性については、歩行者検知機能付衝突回避支援型プリクラッシュセーフティ、全車速追従機能付のレーダークルーズコントロール、レーンディパーチャーアラート（ステアリング制御付）、オートマチックハイビームをセットにした衝突回避支援パッケージ「Toyota Safety Sense P」を全車標準装備としている。

### 年表
- 2016年
  - 3月1日 - 第86回ジュネーブ国際モーターショーにて「TOYOTA C-HR」を世界初披露[11]。

日本では2016年内に、欧州では2017年初旬から発売し、順次世界各国・各地域での発売を計画していることを発表。
  - 5月26日〜29日 - 試作車をレーシングカーに仕立てた『C-HR Racing』でニュルブルクリンク24時間レースのSP2Tクラスに参戦。
  - 6月28日 - イタリア・ミラノで開催されたメディア向けイベントにて「TOYOTA C-HR」の欧州仕様車のインテリアデザインを初披露[12]。
  - 9月28日 - 日本仕様の概要を公開[13]。同年11月上旬からWebで先行商談受付を開始し、全国のトヨタ店、トヨペット店、トヨタカローラ店、ネッツ店を通じて2016年年末に発売することを発表。
  - 12月14日 - 日本仕様を発売[14]。

1.8Lハイブリッドシステムを搭載する2WD車が「S」・「G」、1.2Lターボエンジンを搭載する4WD車が「S-T」・「G-T」の計4グレードを設定。全車にToyota Safety Sense P、電動パーキングブレーキ、本革巻き3本スポークステアリングホイール、スマートエントリー&スタートシステムなどを標準装備した。それに加え、「G」・「G-T」には18インチアルミホイール、LEDフロントフォグランプ、ブラインドスポットモニター、クリアランスソナー&バックソナー、シート表皮（上級ファブリック＋本革）が装備される。
ボディカラーは、「ホワイトパールクリスタルシャイン（メーカーオプション）」、「ブラックマイカ」、「ダークブラウンマイカメタリック」、「イエロー」、「ブルーメタリック」に加え、新規開発色の「メタルストリームメタリック」、「ラディアントグリーンメタリック」、日本初設定となる「センシュアルレッドマイカ（メーカーオプション）」の全8色を設定。
- 2017年
  - 7月6日 - 2017年上半期（2017年1月～6月）における販売台数が79,303台を記録し、SUV新車販売台数第1位を獲得したことを発表[15]。
  - 8月2日 - ツートーンのボディカラーを設定[16]。

ベースのモノトーン8色に、ブラックまたはホワイトのルーフ・ピラー・ドアミラー・リアスポイラーなどを組み合わせた。
バリエーションは「ブラック×ホワイトパールクリスタルシャイン」・「ブラック×メタルストリームメタリック」・「ホワイト×ブラックマイカ」・「ブラック×センシュアルレッドマイカ」・「ホワイト×ダークブラウンマイカメタリック」・「ブラック×イエロー」・「ホワイト×ラディアントグリーンメタリック」・「ホワイト×ブルーメタリック」の全8種で、メーカーオプションとなる。
  - 11月2日 - 特別仕様車「LED Edition」を設定[17]。

既存の全グレードをベースに、すべての光源をLED化した大型ヘッドランプ（オートレベリング機能付Bi-Beam LEDヘッドランプ＋LEDクリアランスランプ＋LEDシーケンシャルターンランプ＋LEDデイライト）を特別装備。リアコンビネーションランプもLED化したほか、フロントアウトサイドドアハンドルはメッキ加飾が施された。ボディカラーはツートーン・モノトーン各4色ずつ、計8色が設定された。
- 2018年
  - 1月11日 - 2017年（1月～12月）における販売台数が117,299台を記録し、SUV新車販売台数第1位となったことを発表[18]。
  - 5月7日 - 一部改良[19]。

従来は4WDのみの設定だった「S-T（「LED Package」を含む）」と「G-T」に、2WD車が追加設定された。
2017年11月に発売された特別仕様車「LED Edition」に装備されていたオートレベリング機構付Bi-Beam LEDヘッドランプ+LEDクリアランスランプ+LEDシーケンシャルターンランプ+LEDデイライトを「G」と「G-T」に標準装備、「S」と「S-T」は新設定の「LED Package」に装備した。また、ボディカラーには「ブルーメタリック」・「ホワイト×ブルーメタリック（メーカーオプション）」に替わり、「ネビュラブルーメタリック」・「ホワイト×ネビュラブルーメタリック（メーカーオプション）」が設定された。
「S」・「S-T」はパッケージトレイをトノカバーに変更するとともに、デッキトリムからサイドデッキカバーを省略することで、従来モデルより価格を引き下げた。また、全グレードに装備される先進安全機能の名称を「Toyota Safety Sense P」から「Toyota Safety Sense」に変更した[20]。
  - 12月3日 - 特別仕様車「Mode-Nero（モード-ネロ）」、「Mode-Bruno（モード-ブルーノ）」を発売[21]。

2モデル共に「G」・「G-T」をベースと、共通装備としてバックカメラやリアクロストラフィックアラート（RCTA）を特別装備したほか、「Mode-Nero」はシート表皮の本革部をクールグレー、インストルメントパネルアッパーやコンソールボックスなどをブラックをそれぞれ採用しており、ブラック塗装とブラックナット仕様の18インチアルミホイールを特別装備。「Mode-Bruno」はシート表皮、インストルメントパネルアッパー、コンソールボックスにブラウン系のダークサドルタンが配色されており、フロントアウトサイドドアハンドルにメッキ加飾が施された。
ボディカラーは「Mode-Nero」には「ブラッキッシュアゲハガラスフレーク」、「メタルストリームメタリック×ブラックマイカ」、「メタルストリームメタリック×ブラッキッシュアゲハガラスフレーク」の3色、「Mode-Bruno」には「ダークブラウンマイカメタリック×ホワイトパールクリスタルシャイン」がそれぞれ特別設定される。
- 2019年10月18日 - マイナーチェンジ[22]。

外観はエアインテークを左右に広げ、「G」と「G-T」に装備のフロントフォグランプをエアインテーク上部に配置した。また、「G」と「G-T」はLEDクリアランスランプをデイライトとターンランプのダブルファンクションとし、リアコンビネーションランプには右左折時に車両内側から外側に流れるように点灯するシーケンシャルターンランプが採用された。「S」と「S-T」のヘッドランプはパラボラ式のLEDとなった。
内装色は「G」と「G-T」に「オーキッドブラウン」が設定された。ボディカラーはモノトーンは「ダークブラウンマイカメタリック」、「ラディアントグリーンメタリック」、「センシュアルレッドマイカ（メーカーオプション）」を廃止する替わりに、「エモーショナルレッドII（メーカーオプション）」、「オレンジメタリック」、「オキサイドブロンズメタリック」を追加。メーカーオプション設定のツートーンも「ホワイト×ダークブラウンマイカメタリック」、「ホワイト×ラディアントグリーンメタリック」、「ブラック×センシュアルレッドマイカ」を廃止する替わりに、「ブラック×エモーショナルレッドII」、「ブラック×オレンジメタリック」、「メタルストリームメタリック×オレンジメタリック」が追加された。なお、「GR SPORT」ではモノトーンは「オレンジメタリック」と「オキサイドブロンズメタリック」の2色、ツートーンは「メタルストリームメタリック×ブラックマイカ」、「ブラック×オレンジメタリック」、「メタルストリームメタリック×オレンジメタリック」の3種がそれぞれ未設定となる。
装備面では、インテリジェントクリアランスソナー[パーキングサポートブレーキ(静止物)]、リアクロストラフィックオートブレーキ[パーキングサポートブレーキ(後方接近車両)]、パノラミックビューモニターのオプション設定が追加されたほか、ディスプレイオーディオと車載通信機DCMを全車に標準装備し、SmartDeviceLink・Apple CarPlay・Android Autoに対応したほか、メーカーオプションでエントリーナビキット又はT-Connectナビキットを選択することで車載用ナビ機能を利用することも可能である。
1.2Lターボ車の「S-T」と「G-T」にはコンピューターによりドライバーのクラッチやシフト操作にあわせて適切なエンジン回転数になるように制御することで変速・発進操作をアシストするインテリジェントマニュアルトランスミッション（i-MT）を採用した6速MT車が新設定された。なお、ハイブリッド車と1.2Lターボ・6速MT車はWLTCモード走行による燃料消費率（JC08モード走行も併記）並びに排出ガスに対応し、ハイブリッド車は「平成30年排出ガス基準75%低減レベル（☆☆☆☆☆）」認定を新たに取得した。
本改良に併せて、TOYOTA GAZOO Racingが手掛けるスポーツカーシリーズ「GR」のラインナップの一つである「GR SPORT」が新たに設定された（「S"GR SPORT"」・「S-T"GR SPORT"」として設定）。「GR SPORT」では、フロア下にフロアセンターブレースが追加され、サスペンションのコイルスプリング・ショックアブソーバー・スタビライザー及び電動パワーステアリングに専用チューニングが施された。外観はタイヤ・アルミホイールを19インチにサイズアップし、アルミホイールは切削光輝+ブラック塗装/センターオーナメント付の専用品に変更。また、フロントデザイン（フロントバンパー・大開口アンダーグリル・アンダーガード・大型フォグランプベゼル）も専用デザインに変え、GR専用エンブレムを装着し、リアのトヨタエンブレムはアクリル+ブラック仕様の専用品とした。内装はシルバーステッチとGRエンブレムを施し、スポーク部をダークメタリック塗装とした専用本革巻き小径3本スポークステアリングホイールが採用されたほか、GRエンブレムとシルバーダブルステッチを施した専用スポーティシート、アルミペダル、GRロゴ付専用スタートスイッチなどが装備された。内装色はGR専用ブラックとしている。
- 2020年8月4日 - 一部改良および特別仕様車「G"Mode-Nero Safety Plus"」、「G-T"Mode-Nero Safety Plus"」を発売[23]。

予防安全パッケージ「Toyota Safety Sense」が機能強化され、プリクラッシュセーフティは歩行者（夜間）、自転車運転者（昼間）、交差点右折時に直進してくる対向車、右左折時に対向方向から横断してくる歩行者を検知対象に加えたほか、前方に対象物がある状態で停車又は徐行状態からアクセルペダルが必要以上に強く踏み込まれた場合、エンジン出力を抑制または弱いブレーキをかけることで加速を抑制する低速時加速抑制機能を6MT車を除く全車に、自車線内の歩行者と衝突する可能性が高く、自車線内に衝突を回避するための十分なスペースがあるとシステムが判断した場合で、ドライバーの回避操舵をきっかけに車線内で操舵をアシストして車両安定性確保と車線逸脱抑制に寄与する日本初の装備となる緊急時操舵支援機能を全車に追加された。
装備の充実化も図られ、レーダークルーズコントロール使用時に同一車線内の中央を走行可能なように操舵支援を行うレーントレーシングアシスト、カメラで認識した道路標識をディスプレイ上に表示することで道路標識の見落としを減らして安全運転を促すロードサインアシスト、バックガイドモニターを全車に、快適温熱シート（運転席・助手席）、電動ランバーサポート、「ナノイー」を「G」・「G-T」・「S"GR SPORT"」・「S-T"GR SPORT"」にそれぞれ標準装備された。さらに、従来は6速MTのみの設定だった「S-T"GR SPORT"」にCVT車が追加設定された。また、ディスプレイーディオ（DA）レスが新たに全グレードに追加され、DAレスを選択するとバックカメラ、FM・AMアンテナが標準装備となりTVアンテナは非装着となる。
特別仕様車「"Mode-Nero Safety Plus"」は、2018年12月に発売された「Mode-Nero」の安全装備を強化したモデル。パノラミックビューモニターと2種類のパーキングサポートブレーキが新たに特別装備されたほか、外観はアルミホイールに加えてフロントスポイラーのロア部にもブラック塗装が採用された。また、価格をベース車の「G」・「G-T」と同価格に設定された。ボディカラーはモノトーンは特別設定色の「ダークブルーマイカ」を含む5色、ツートーン3色の計8色が設定される。
なお、今回改良で1.2Lターボ・CVT車もWLTCモード走行による燃料消費率並びに排出ガスに対応したが、1.2Lターボ・6速MT車同様に平成30年排出ガス規制適合となり、従来リアウィンドウの右側に装着されていた「低排出ガス車」ステッカーが装着されなくなった。
- 2021年6月4日 - 特別仕様車「G"Mode-Nero Safety Plus II"」、「G-T"Mode-Nero Safety Plus II"」を発売[24]。

前述の「"Mode-Nero Safety Plus"」の仕様を変更。18インチアルミホイールをマットブラック塗装+ダークスモークメッキナット仕様に変更、Bi-Beam LEDヘッドランプにブラックエクステンション加飾が施され、シート表皮は本革とステッチもブラックに変更したオールブラック仕様に、インストルメントパネル加飾とドアインナーガーニッシュは青から紫に色変化するブラック加飾「ミステリアスブラックスペクトラシャイン」が採用された。
ボディカラーは、モノトーンはプラチナホワイトパールマイカ（メーカーオプション）、メタルストリームメタリック、ブラックマイカ、エモーショナルレッドII（メーカーオプション）に特別設定色のスパークリングブラックパールクリスタルシャイン（メーカーオプション）を加えた5色、2トーン（メーカーオプション）はブラックと組み合わせた3色がそれぞれ設定される。
同時にボディカラーの整理が行われ、モノトーンでは「オレンジメタリック」が、ツートーンでは「メタルストリームメタリック×ブラックマイカ」、「ブラック×オレンジメタリック」、「メタルストリームメタリック×オレンジメタリック」、「メタルストリームメタリック×オキサイドブロンズメタリック」が廃止された。
- 2022年8月5日 - 特別仕様車「G"Mode-Nero Safety Plus III"」、「G-T"Mode-Nero Safety Plus III"」を発表（8月29日発売）[25]。

前述の「"Mode-Nero Safety Plus II"」の仕様を変更。シート表皮はブラックをベースにブラウンの差し色を配してベージュステッチを施した専用仕様となり、本革巻き3本ステアリングホイールや本革巻シフトノブにもベージュステッチが施され、インストルメントパネル加飾&ドアインナーガーニッシュはグレーに変更された。
ボディカラーは、モノトーンはプラチナホワイトパールマイカ（メーカーオプション）、メタルストリームメタリック、ブラックマイカに特別設定色のイナズマスパーキングブラックガラスフレーク（メーカーオプション）を加えた4色、2トーン（メーカーオプション）はブラックと組み合わせた2色がそれぞれ設定される。
標準グレードに関してもボディカラーの変更があり、オキサイドブロンズメタリックとネビュラブルーメタリックが廃止され、セメントグレーメタリックとダークブルーマイカメタリックに差し替えられた。なお、セメントグレーメタリックは「GR SPORT」では未設定となっている。
- 2023年
  - 3月10日 - 同年7月下旬をもって日本国内での生産を終了することが発表された[26][27][28]。
  - 7月31日 - 日本国内における生産を終了。日本国内においては同じCセグメントのカローラクロスが受け皿となる。

### 海外仕様車
海外では東南アジア仕様は1.8L自然吸気、北米仕様が2.0L自然吸気を搭載。なお、欧州仕様には発売当初からマニュアル・トランスミッションの設定がある。「広汽トヨタ」を通じて2018年5月に発売された中国仕様は、新開発の2.0L自然吸気（2.0L Dynamic Force Engine）を搭載している。また、中国向けには「一汽トヨタ」が販売する姉妹車「IZOA（イゾア、奕澤）」も同時発売された。

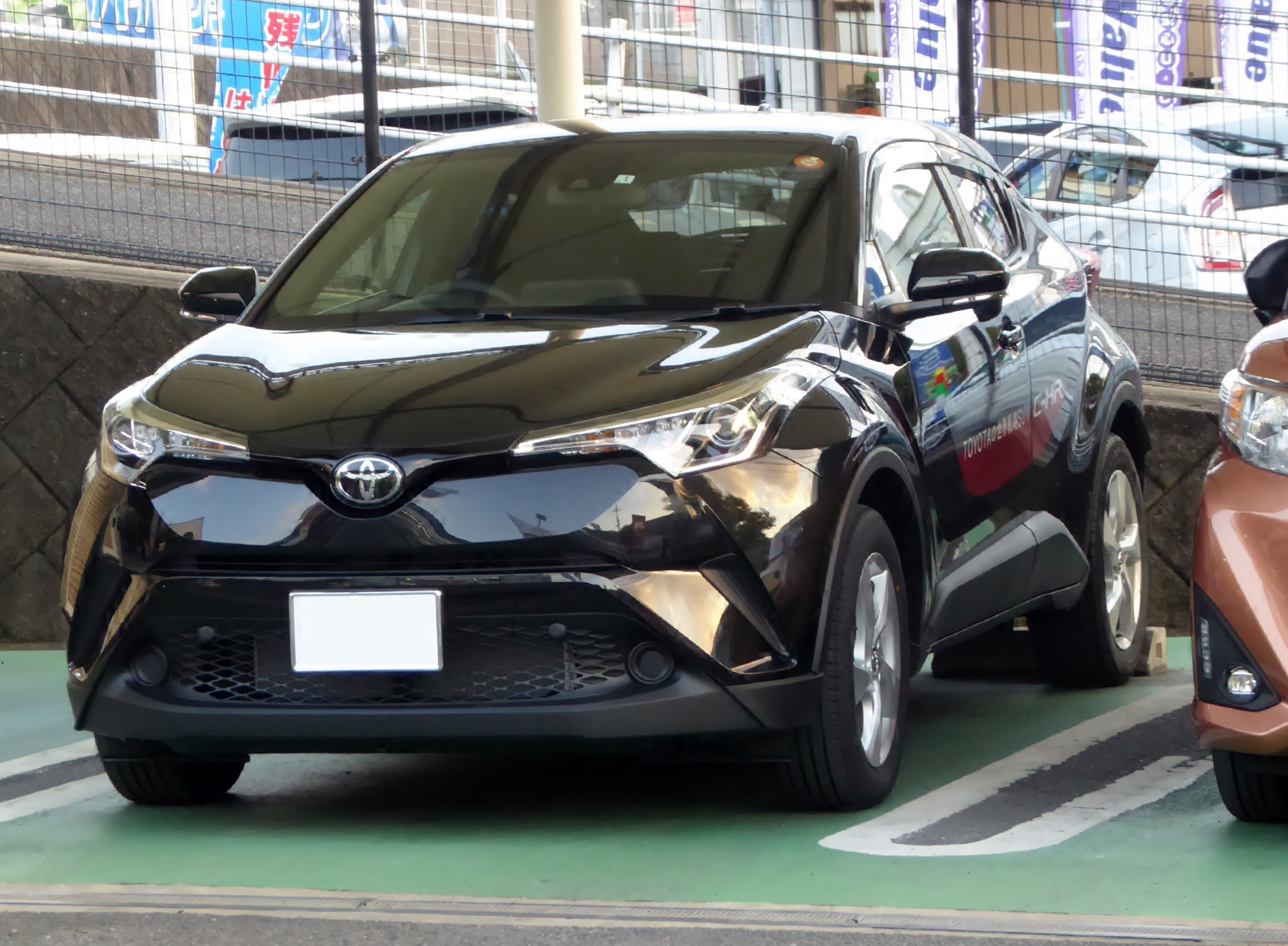
2016年12月販売型 S-T フロント
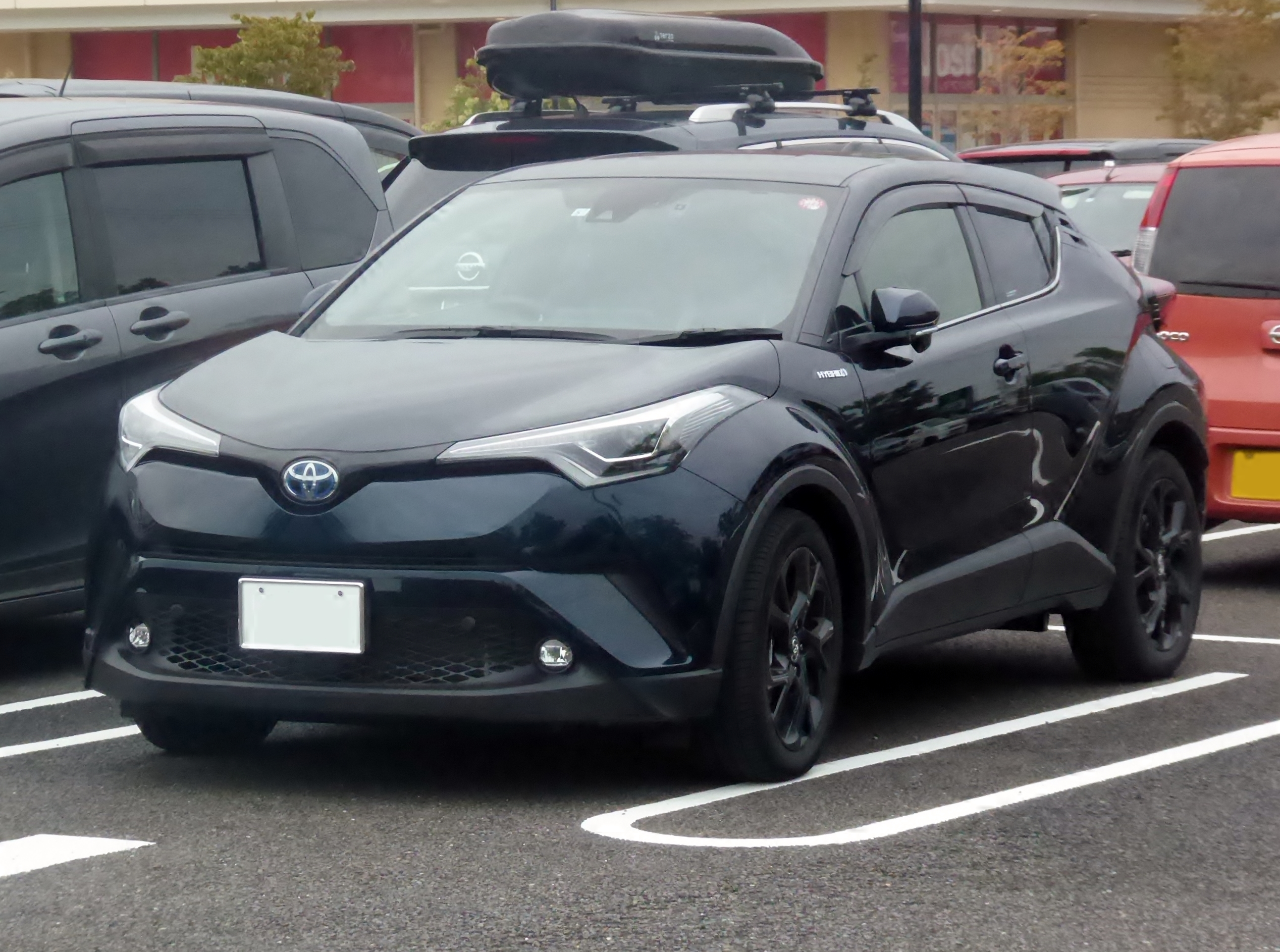
2018年12月販売型 G"Mode-Nero"
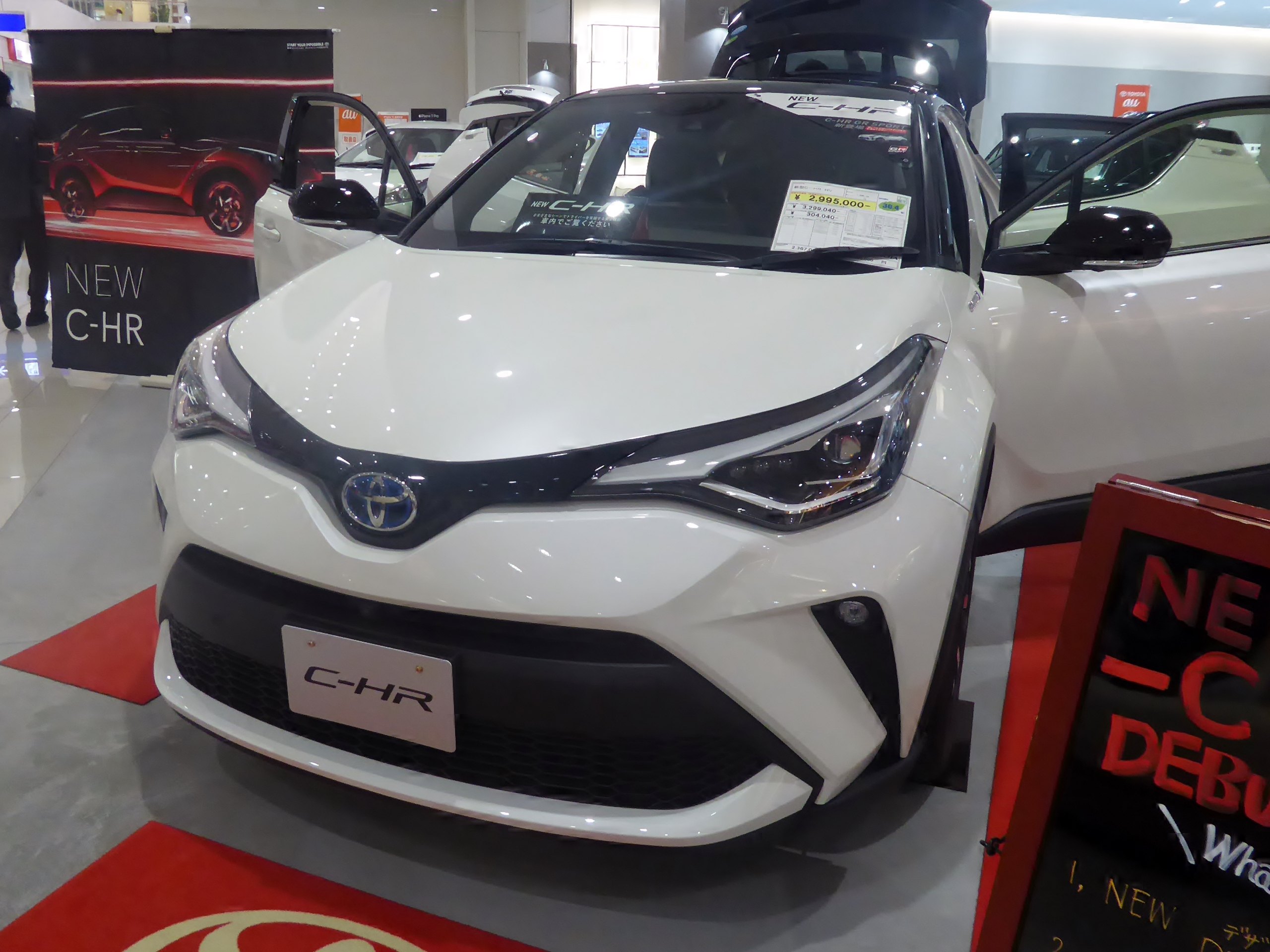
2019年10月改良型 G フロント
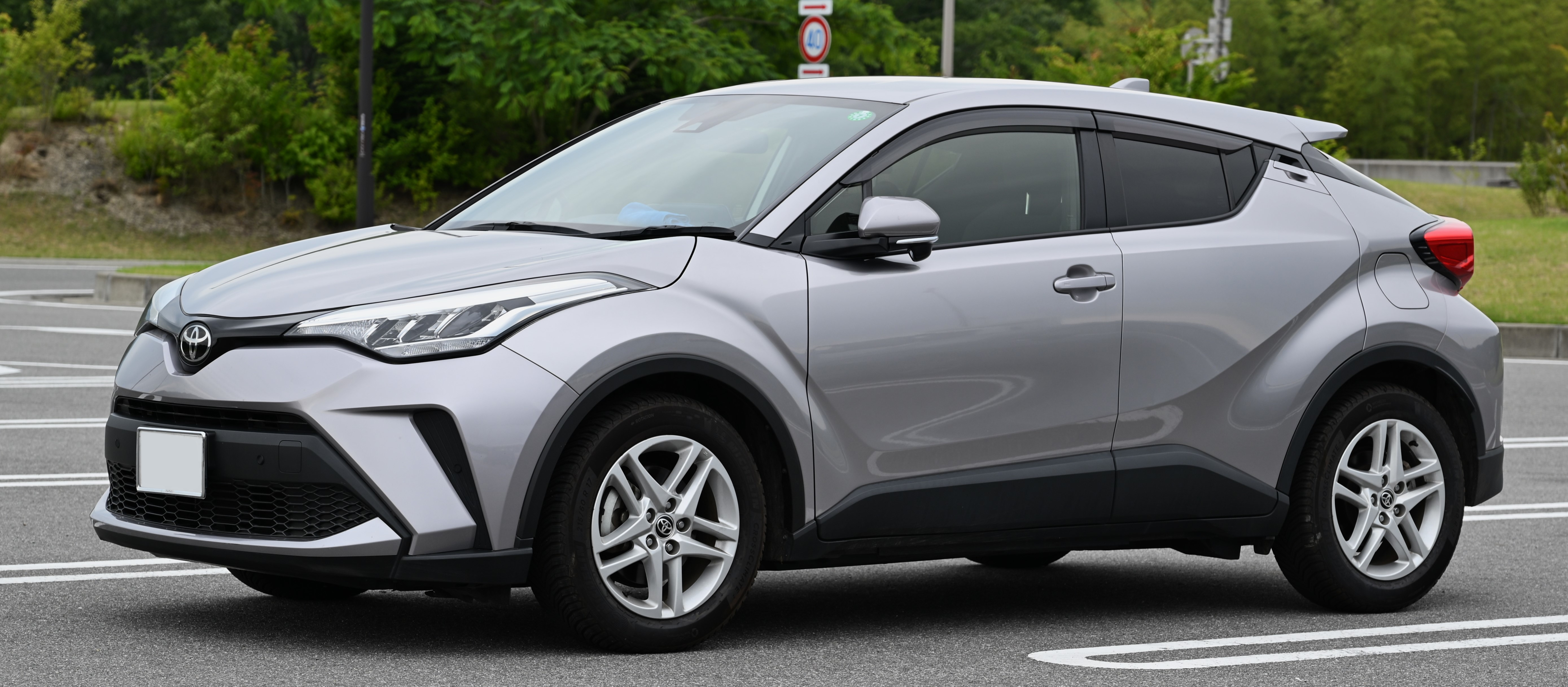
2019年10月改良型 S-T フロント
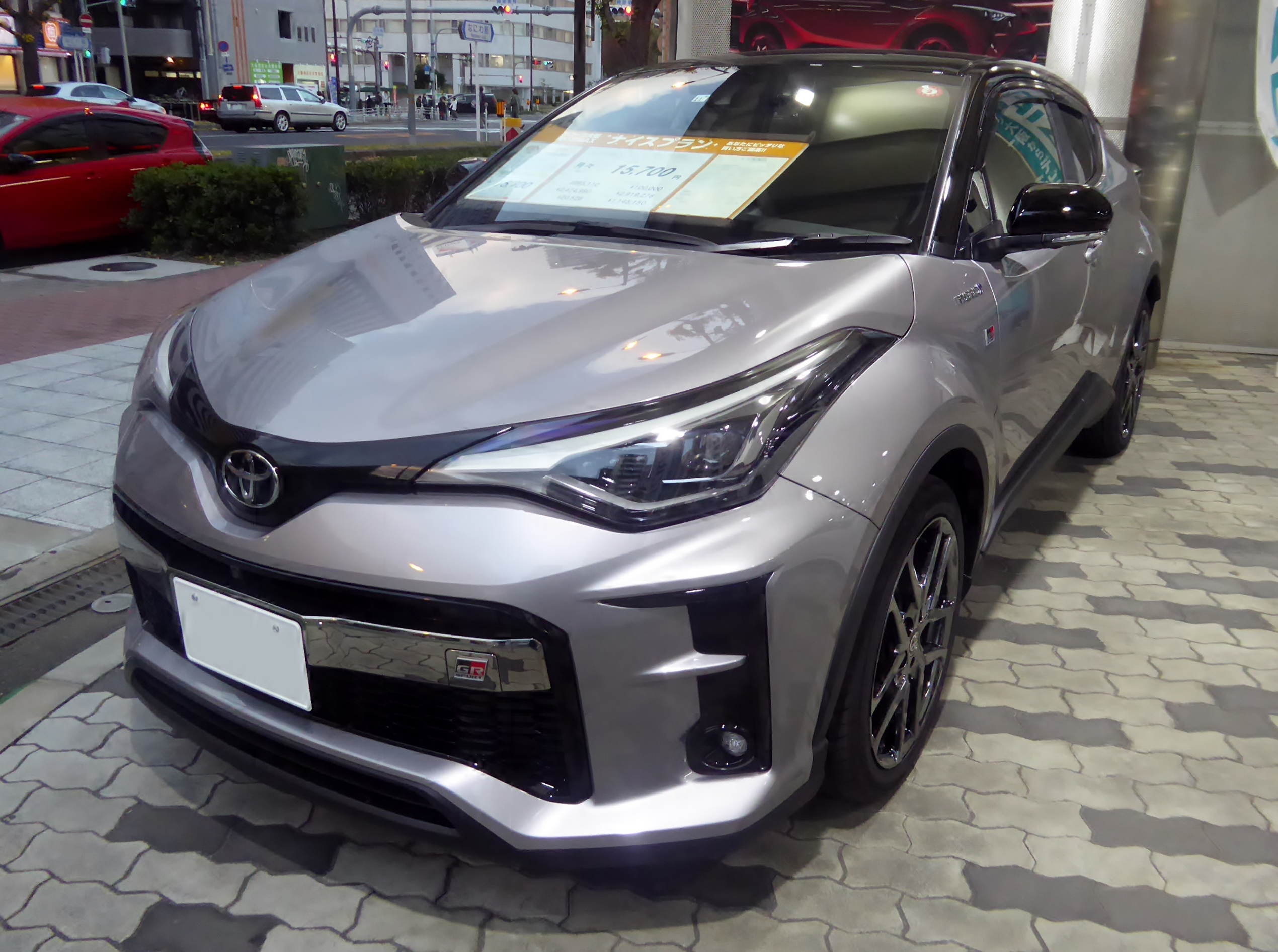
2019年10月改良型 S"GR SPORT" フロント
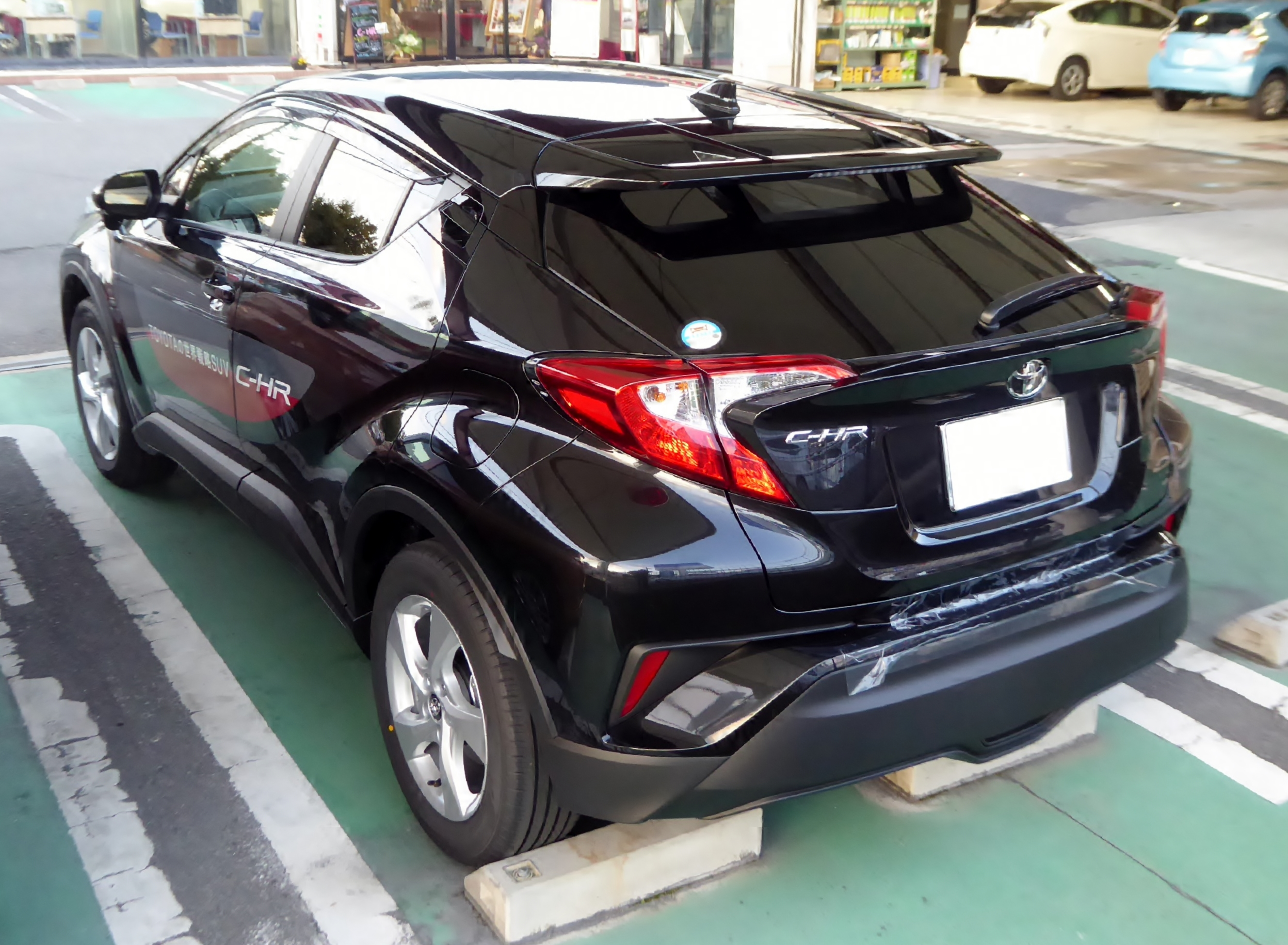
2016年12月販売型 S-T リア
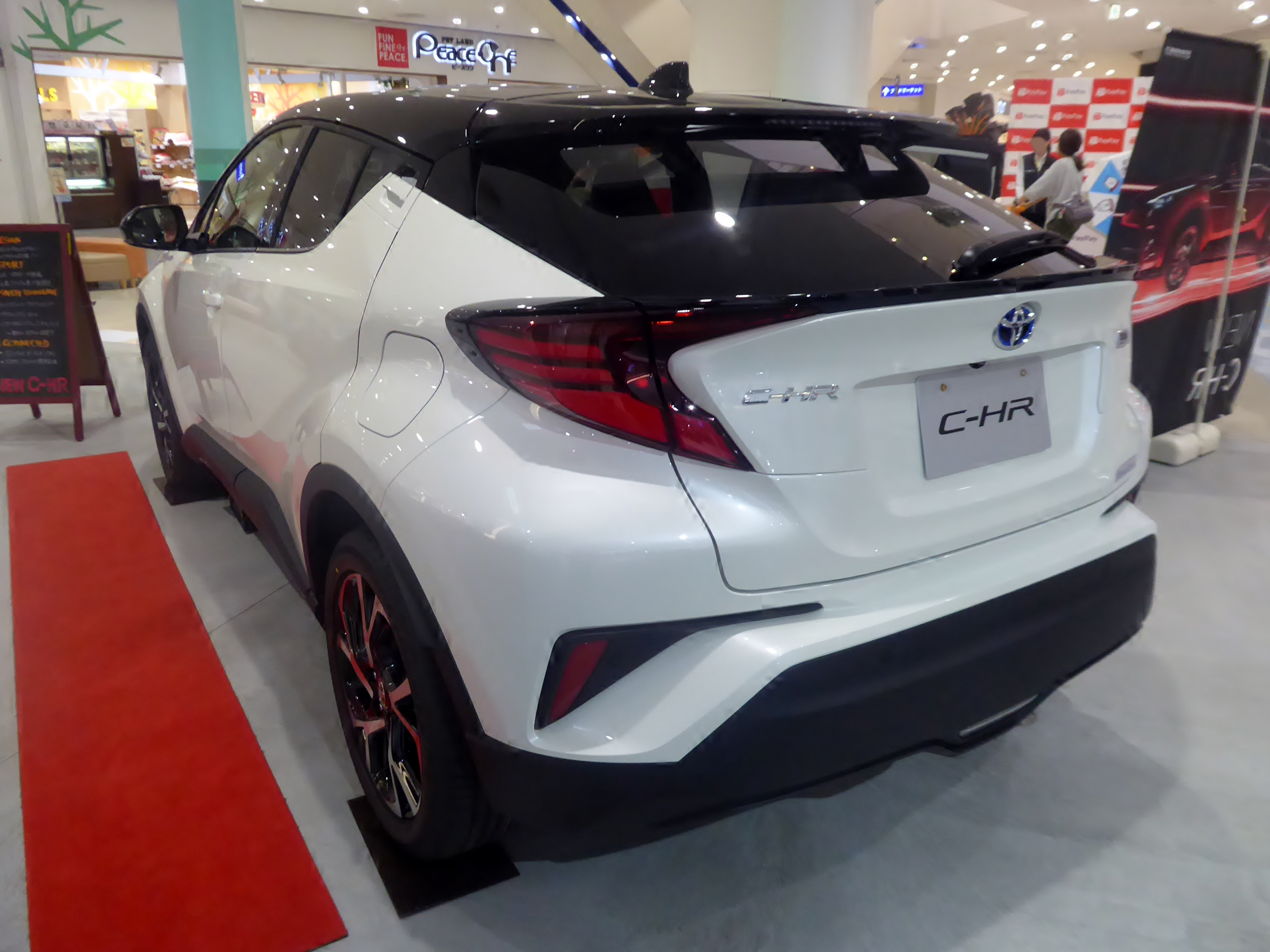
2019年10月改良型 G リア
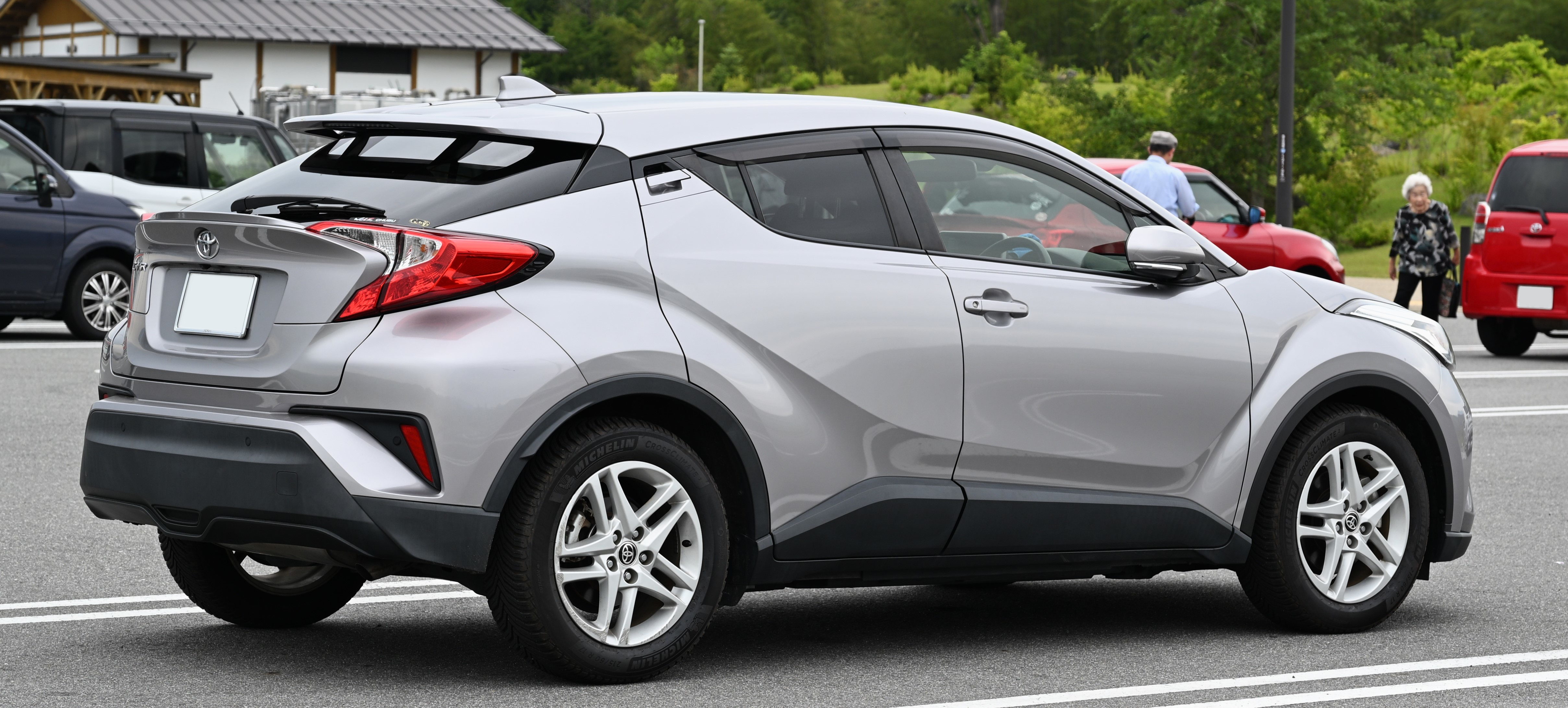
2019年10月改良型 S-T リア
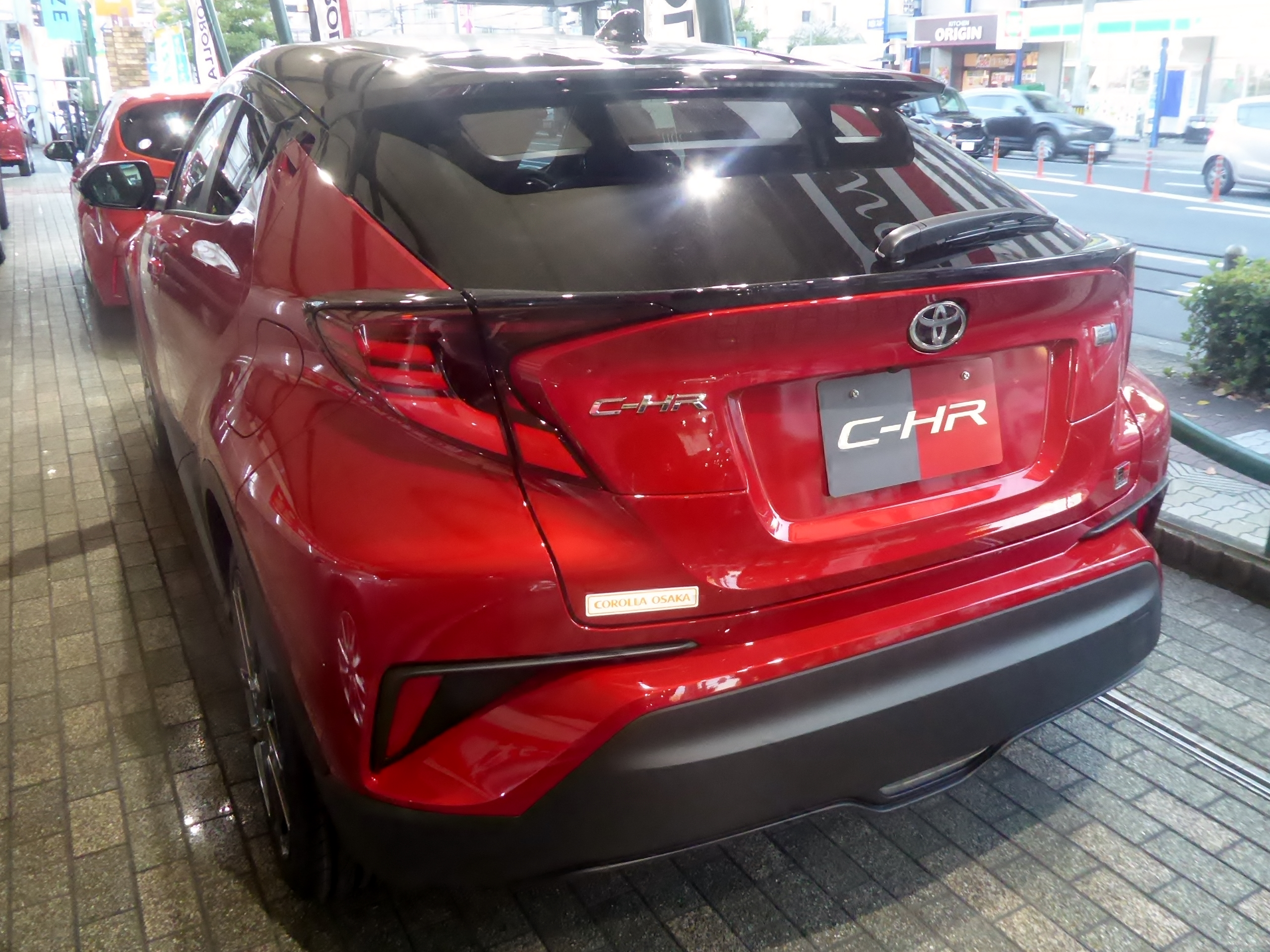
2019年10月改良型 S"GR SPORT" リア
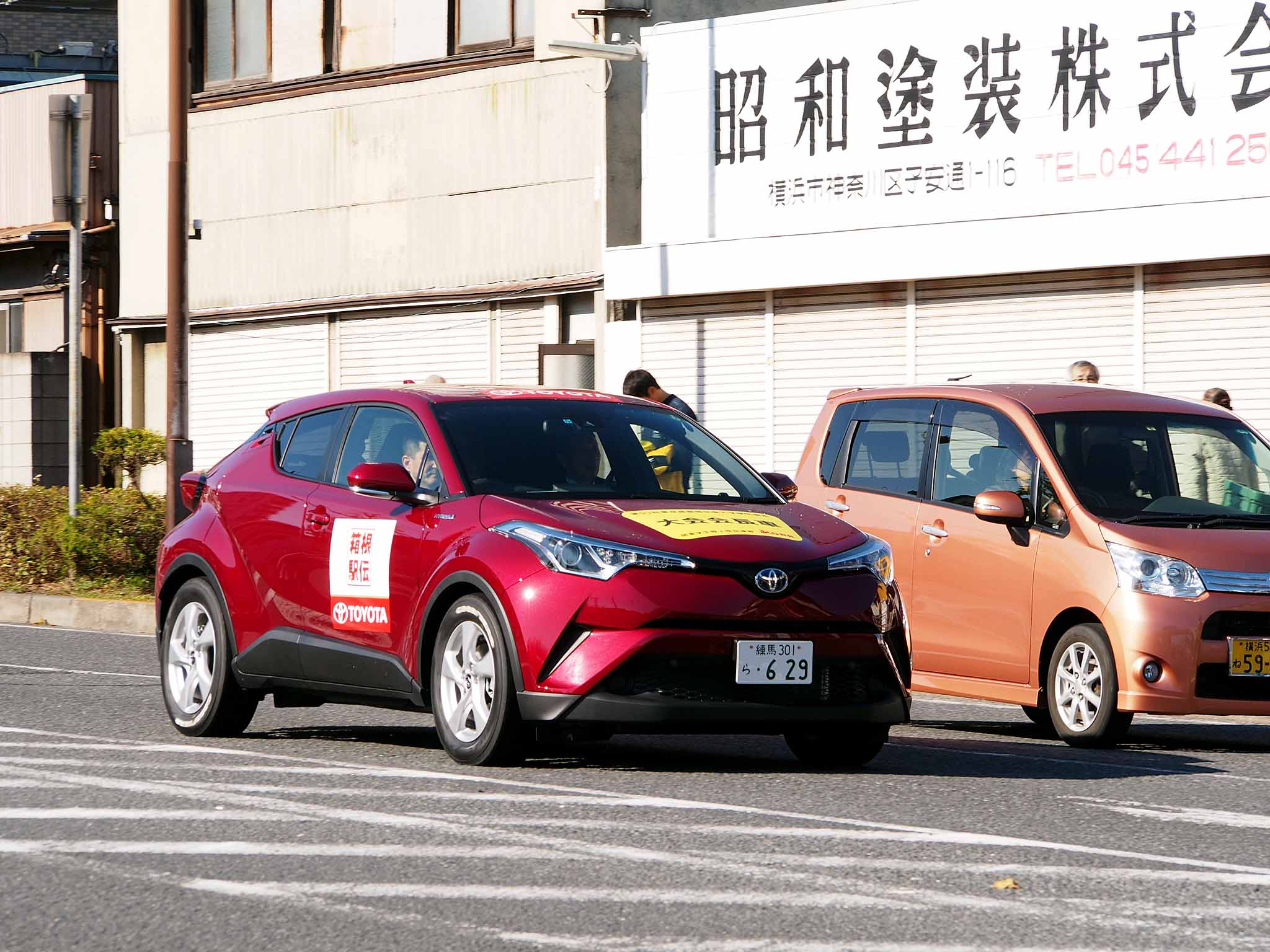
2016年12月販売型 S 第93回箱根駅伝 大会会長車
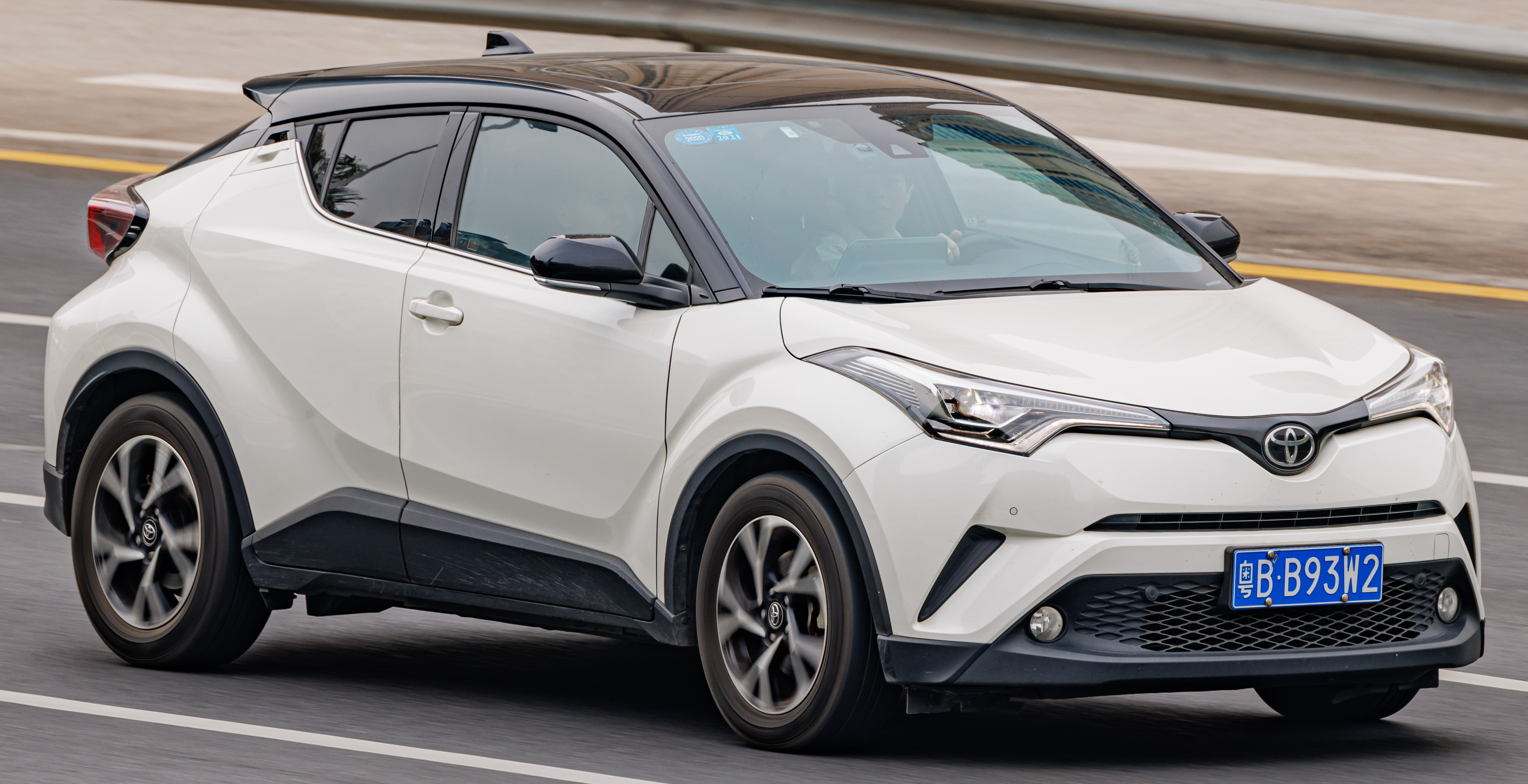
広汽トヨタ・C-HR
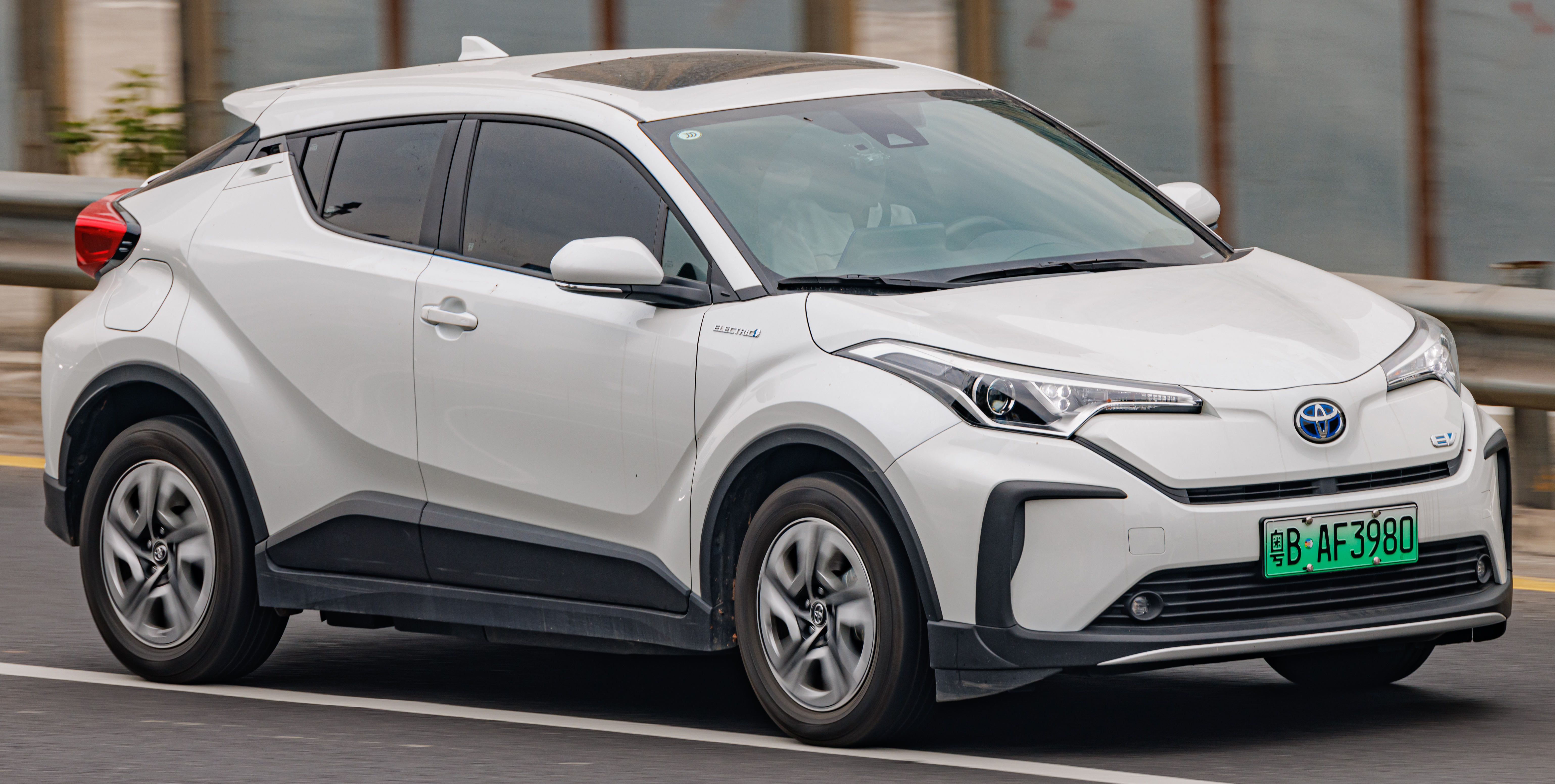
広汽トヨタ・C-HR EV

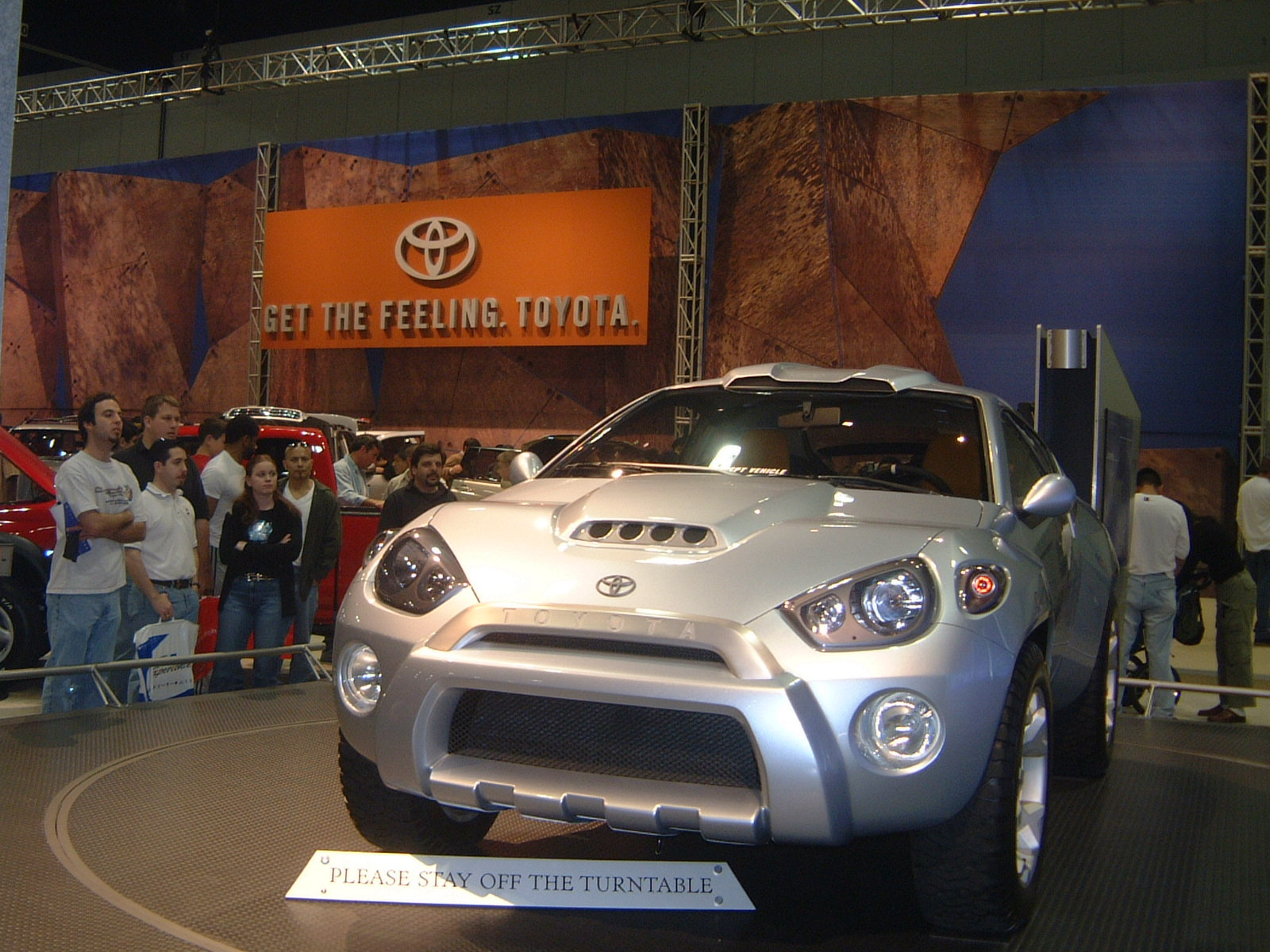
RSC（前）
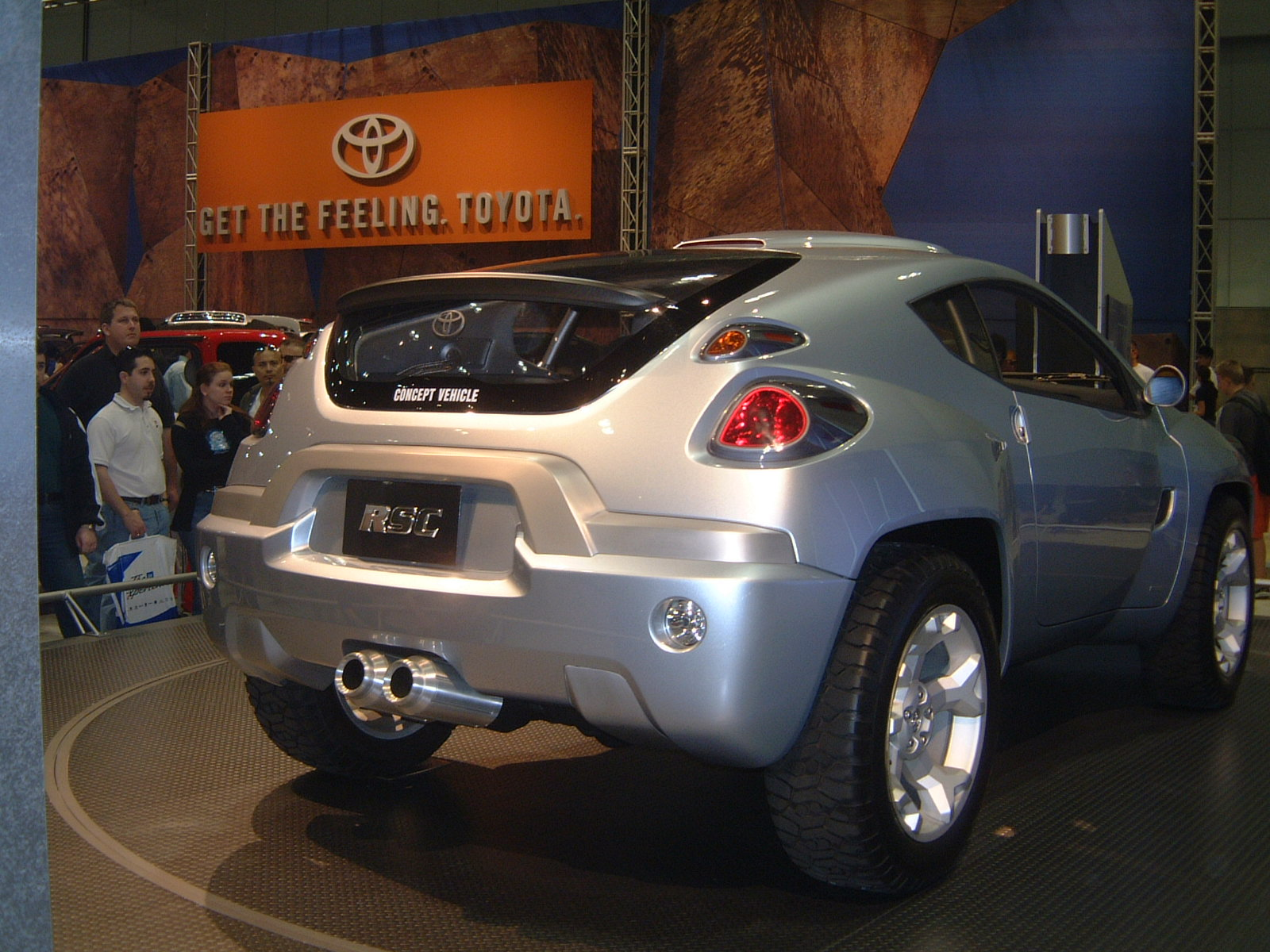
RSC（後）

### デザイン
C-HRが属するコンパクトクロスオーバーSUV市場は、他市場に比べ内外装デザインを重視するユーザーが多いため、デザインにも徹底的にこだわっている。外形デザインは、デザイナーの想いをそのままの形で実現することを目指して開発。「センシュアル スピード-クロス」をキーワードに、スピード感あるキャビン形状・彫刻的な面造形・「ダイヤモンド」をモチーフに強く絞り込んだボディと大きく張り出したホイールフレアの対比など、独創的なスタイルを追求している。そこにトヨタのデザインモチーフ「キーンルック」やアンダープライオリティなどのエモーショナルなデザイン表現により、軽快さと力強さが大胆に融合した個性際立つスタイリングを実現した。また、リヤアウトサイドドアハンドルは、ボディに一体化し存在感を抑えることで、2ドアクーペのような印象を与えている。
このコンセプトカーほぼそのままの、ダイナミックで挑戦的なデザインは多くの賛否を生んだが、概ね高く評価されており、国内では2017年度グッドデザイン賞ベスト100に選ばれ、海外でもワールドカーデザインオブザイヤー2017の最終選考3台にも残っている。
「G」と「G-T」に発売当初メーカーオプションとして選択でき、2018年5月のマイナーチェンジ以降標準装備となっているBi-Beam LEDヘッドランプには、トヨタ車初採用となるLEDシーケンシャルターンランプを採用し、デザイン性も両立している。
インテリアは、質感・形状・色など細部にこだわり大人の感性に響く意匠を追求したほか、メーターを中心とした操作パネルをドライバーに向けて配置するなど、運転に集中できるドライバーズ空間を実現した。またドライビングポジションの設定を高めにしたことで、前方視界も良好にしている。なお、内装色は、ブラックとリコリスブラウンの全2色を設定している。
一方デザイン重視であるため左後方視界や後部座席の快適性は犠牲となっており、その意味では2+2シーターのクーペと呼べるような趣がある。実際に開発責任者はセリカのようなスペシャリティカー的コンパクトクロスオーバーSUVを目指したとも語っており、インターネット上でも「SUVクーペ」と紹介されることがある。
なおトヨタは2001年にWRCやパリダカなどのオフロード系レーシングカーから着想を得た、RSC（ラギット・スポーツ・クーペ）なるクーペスタイルのSUVのコンセプトカーを披露している。C-HRとの関係性について公式で一切言及された事はなく、ごく一部のメディアが取り上げるのみだが、これのフォルムに近似性を見出してC-HRの先祖と考える向きもある。

## 2代目 ZYX20/MAXH2#型（2023年 -）
2022年12月5日、欧州トヨタがコンセプトカー「C-HR プロローグ」を世界初公開。これは2021年12月に行われた「バッテリーEV戦略に関する説明会」で「SMALL SU EV」として公開されたデザインとほぼ同じで、そのフロントには新型プリウスと共通性があるハンマーヘッドデザインが採用された。
2023年3月8日、オーストラリアで2024年前半に発売すると発表。
2023年6月26日、新型C-HRを世界初公開。
2023年11月6日よりトヨタ・モーター・マニュファクチャリング・トルコ（TMMT）にて生産が開始された。
2024年よりイギリスでデリバリーが開始される予定で、日本市場でのモデルチェンジの予定はないとしている
。1月から、ドイツでの販売が開始された。
初代には無かったプラグインハイブリッド仕様（EVモードのみで66kmの巡航が可能、前輪駆動のみ）が用意され、同仕様ではスポーティグレードのGR SPORTも選択できる。また充電を考慮したナビゲーションや、欧州大都市に存在する低排出ガスゾーン（LEZ）に入ると、自動的にEV走行に切り替わる機能などが追加された。

## モータースポーツ

### ニュルブルクリンク24時間レース
市販車発売半年前の2016年6月ニュルブルクリンク24時間レースに参戦するため、トヨタはC-HRのレーシングカーでありプロトタイプとなる『C-HR Racing』を開発。車高の調整やリアウィング・ロールケージ装着などの改造はあるが、基本的には市販車+αの状態を目指した。参戦の発案はC-HRの開発主査の古場博之によるもので、“欧州へのプロモーション”、“見通しの悪くて狭い、荒れた道でもきっちりと対向車とすれ違えるための足回り・ハンドリング作り”だと語っている。なおトヨタがクロスオーバーSUVをニュル24時間に参戦させるのはレクサス・RX400h（ハリアーハイブリッド）に続き2度目となる。
ドライバーにはニュル常連の影山正彦と佐藤久実の他、トヨタヨーロッパNV/SA車両実験部のマスターテストドライバーで後にGRスープラの味付けを手掛けたへルフィ・ダーネンス、トヨタ社員チームの『凄腕技能養成部』の片山智之が名を連ねた。チーフメカニックは86GRMNや後に4代目ヤリスにもテストドライバーとして関わることになる、『凄腕技能養成部』の大阪晃弘。タイヤはブリヂストンを履く。
ニュル24時間の前哨戦となる6時間の予選レースでデビュー。コース上にまかれたオイルを踏んでスピン・接触するトラブルに見舞われながらもSP2Tクラス2位、総合56位で完走を果たした。この時、影山正彦・佐藤久実と共に開発責任者の古場博之も2周ではありながら決勝レースを走り、仕上がりをチェックしている。その2週間後にニュル耐久シリーズ（VLN）第二戦にも参戦し、雨の予選でクラストップの快走を見せるが、決勝は駆動系トラブルでリタイアに終わった。この時、リアのスタビリティに問題を抱えていた。
ニュル24時間本番、3時間半の予選1ではクラス5位を獲得。前戦での改良の甲斐あって、前戦で問題のあった信頼性・スタビリティは解消されマシンは好調。影山は「ドライ/ウェット問わず安心して走れる」とコメントした。予選2は天候が不安定なため出走を見送った。決勝では人為的ミスにより燃料切れが起きたが、1時間ほどでレースに復帰。雨や霧が連続発生した上、大粒の雹が降るなどコンディションが大いに荒れた24時間であったが、この週末通してマシンそのもののトラブルは一切なく、影山の「スタート前と全く変わらず絶好調！」という無線とともに総合84位（SP2Tクラス3位）で完走を果たした。
レース終了後、影山は「スタート直後の悪天候による赤旗中断の関係で、結果的には8時間くらい乗ったのですが、全然疲れない上に乗りやすいので、まだまだ乗れる感じでした」、佐藤久美は「参戦車の中で最も低いパワーなので直線はライバルに敵いませんが、コーナリングはクロスオーバーを感じさせない走りで全然負けていませんでした。市販車ベースのレーシングカーはどうしてもベース車の素性がついてまわりますが、ベースがいいのですぐにセットアップが決まりました」とコメントしている。
その後C-HRによるレース参戦は途絶えていたが、2019年のニュルブルクリンク24時間レースにGAZOOレーシングチーム・タイランドが2台のC-HRでSP3クラスにエントリー。エンジンはトヨタ・3S-GEに換装されている。決勝では1台はスタートを切れなかったが、もう一台がトヨタ・86勢と競り合いを展開。総合80位で完走し、クラス3位を獲得した。

### ラリー

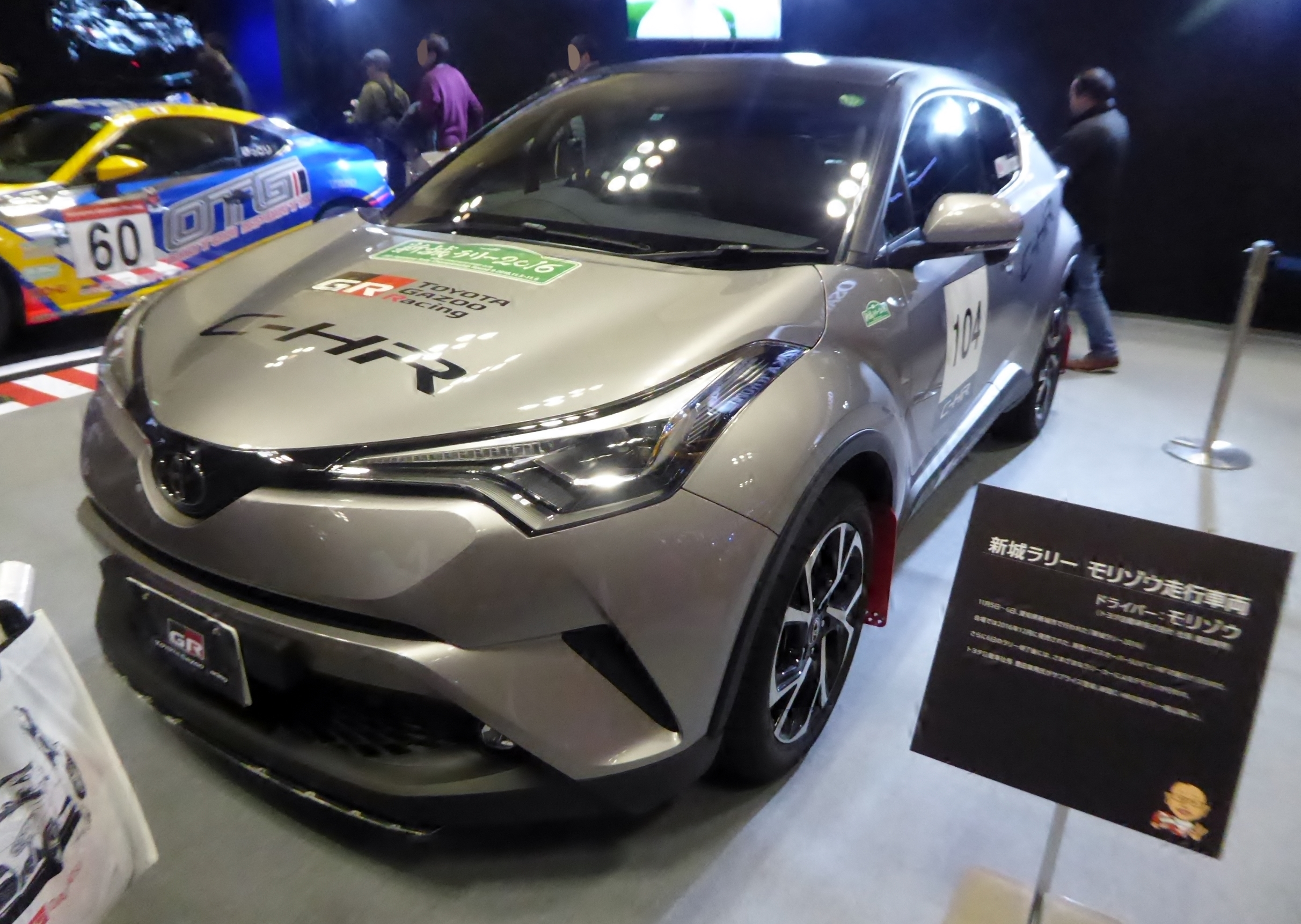
2016年新城ラリーでモリゾウがドライブしたC-HR

2019年に日本を代表するラリーコンストラクターのキャロッセ（CUSCO）が、APRC（アジアパシフィックラリー選手権）やJSR（日本スーパーラリーシリーズ）向けに、AP4規定に合致したC-HRを発表。1.2リッターエンジンの4WDモデルをベースにし、ポーランドのDytko社が開発したボディキットを装着している。サスペンションには従来まで同規定で使用していたヴィッツ4WDのデータが大量にフィードバックされており、TRD製のカスタマー向け8ARエンジン（2.0リッターターボ）も同車からキャリーオーバーする。同年9月のAPRC/JSRラリー北海道でマイケル・ヤングのドライブによりデビューし、全16SSの全てでトップタイムをマークし総合優勝を飾っている。中国で開催されたAPRCのグランドファイナルにも登場し、マシントラブルにより王者獲得には至らなかったが、アジアカップは獲得している。
2020年にはTRDとキャロッセの支援の下、TRDタイランドとTCDアジアが独自に開発したAP4仕様のC-HRがトヨタ・チーム・タイランドとしてタイ国内選手権に参戦した。
2021年はモントレー（群馬県）にクスコのC-HRが、青山康のドライブで参戦して勝利を収めている。
2022年もヤングがモントレー（APRC）でエントリーし、ヘイキ・コバライネンのシュコダ・ファビアR5に次ぐ2位でフィニッシュした。同年ニュージーランド戦にも参戦予定だったが、コロナ禍によるロジスティックスの混乱によりキャンセルされた。
競技車両以外としては、発売直前の2016年11月の新城ラリーでは一般公開及び、豊田章男社長によるデモランが行われた。またトヨタが2017年に復帰したWRCでは0カーなどのオフィシャルカーに採用されている。

### その他
2017年10月31日に米国トヨタ販売はSEMAショーにてレース仕様の『C-HR Rチューンド』を公開。駆動形式はFFのままで、タイヤはトーヨーのProxes RRを履く。2AZ-FE型2.4リットル直列4気筒ターボは600馬力を発生し、0-60mphを2.9秒で加速。ポルシェ・911 GT3 RSや日産・GT-R NISMOを凌ぐタイムを叩き出す。ただしプロモーションがメインの目的であったため、レースへの投入はされなかった。

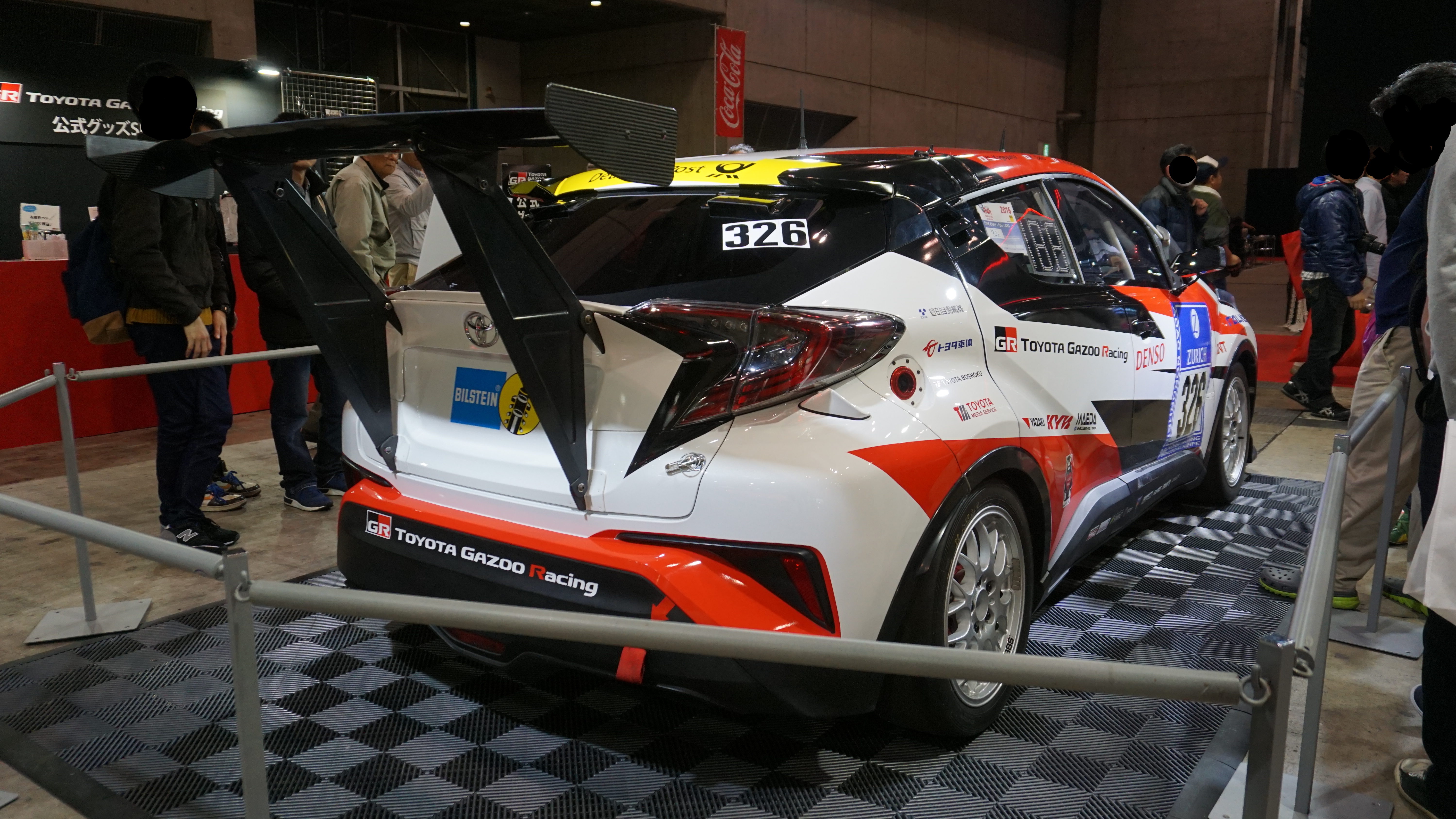
C-HR Racing リア
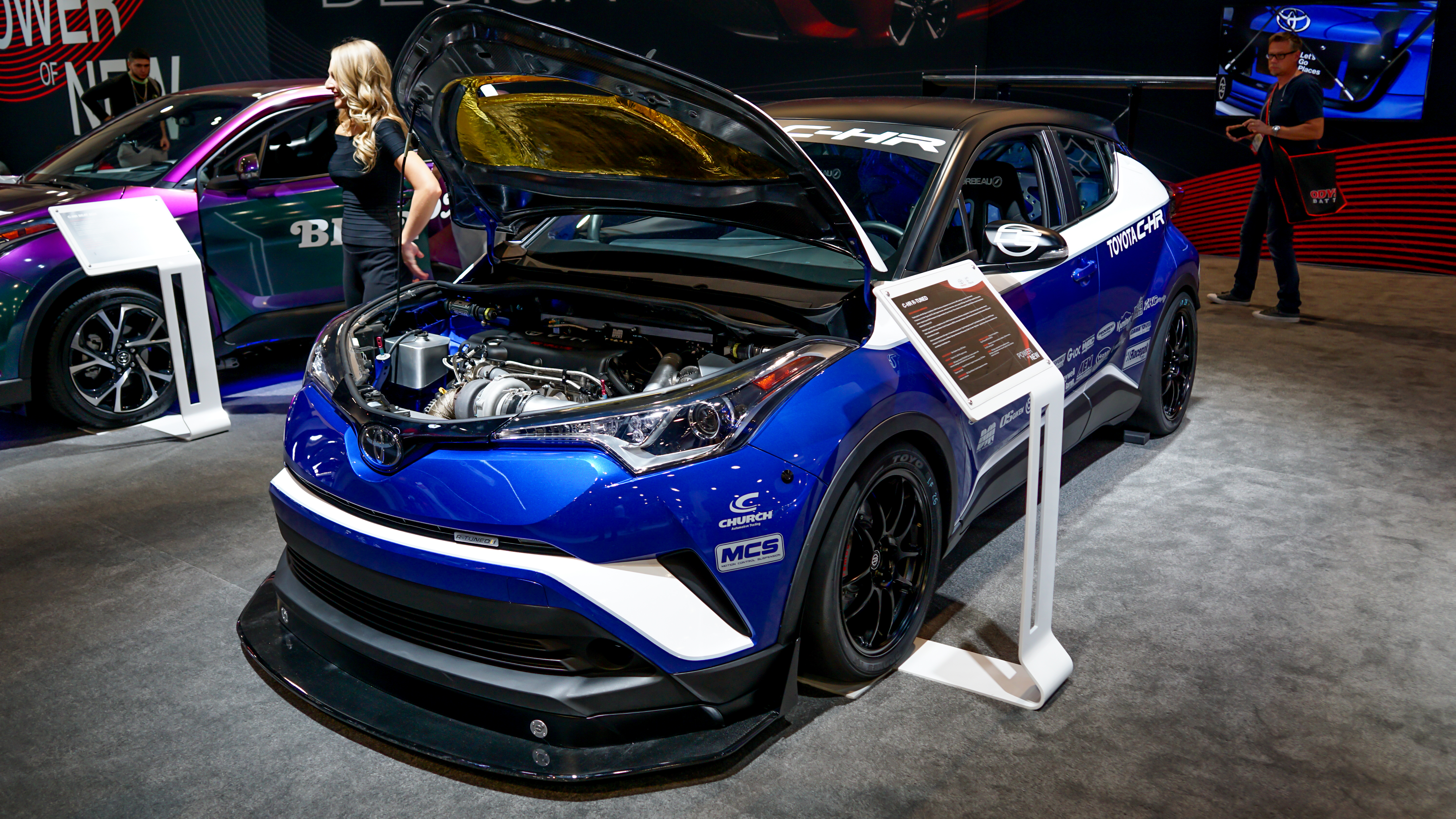
C-HR R-Tuned
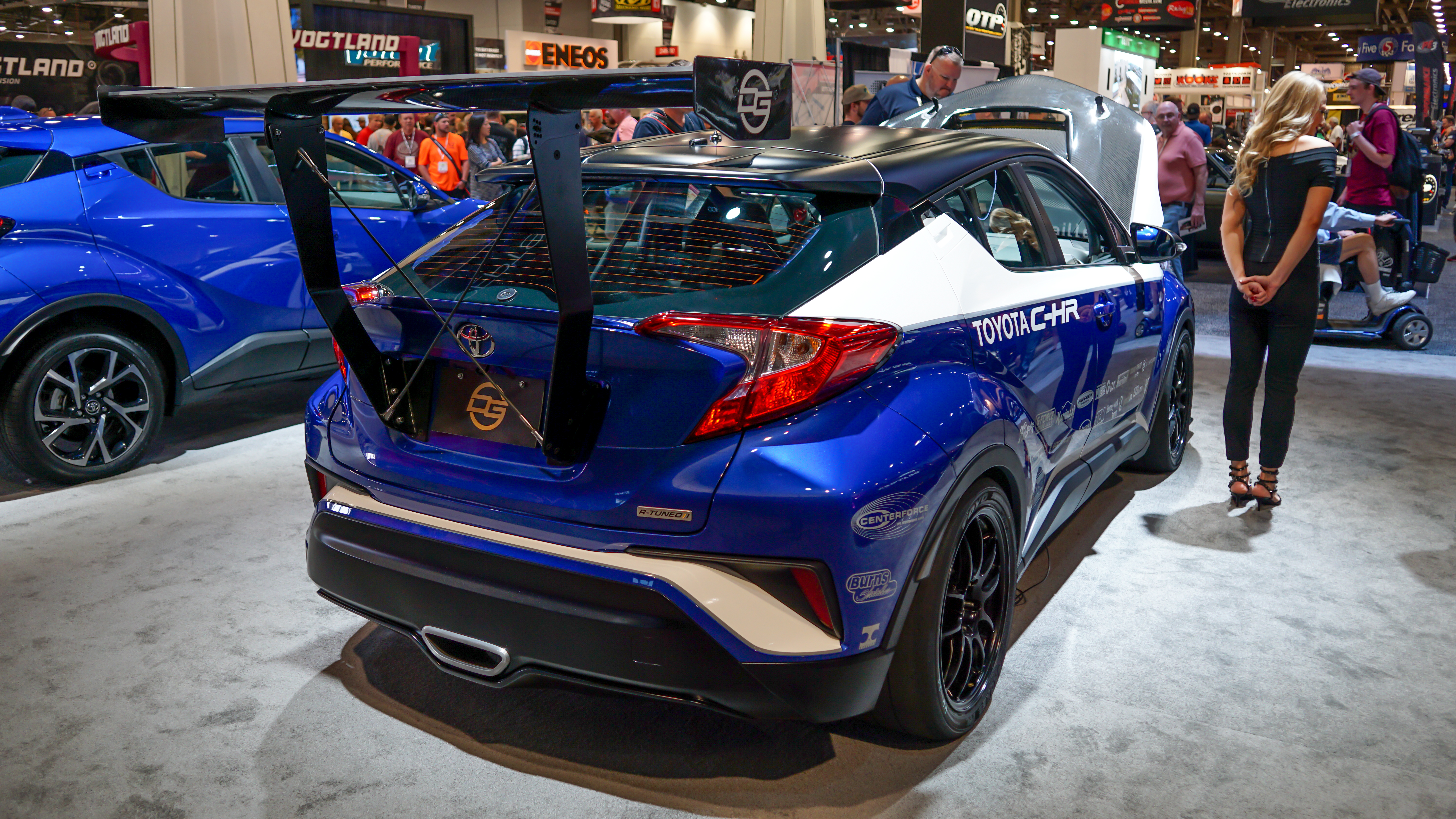
C-HR R-Tuned リア

## コンセプトカー
C-HRコンセプト（C-HR Concept）は、2014年9月22日にパリモーターショーで開催されたそして出展されたコンセプトカー。その後、フランクフルトモーターショー、東京モーターショーにも出展され、2016年に『C-HR』として販売された。

### 年表
- 2014年9月22日 - 2014パリモーターショーにコンパクトクロスオーバー「TOYOTA C-HR Concept」を出展[58]。
- 2015年9月15日 - 第66回フランクフルトモーターショーに5ドア仕様の「TOYOTA C-HR Concept」を出展[59]。
- 2015年10月8日 - 第44回東京モーターショー2015に「TOYOTA C-HR Concept」を出展[60]。

## 車名の由来
デザイン面ではコンパクトでボディがリフトアップされた格好よいプロポーションを意味する「Compact High Rider」、またはクーペのようなスタイルから「Coupe High Rider」、走りの面ではハッチバックのようにキビキビ走れるクロスオーバーSUVを表現した「Cross Hatch Run-about」、それぞれの頭文字を掛け合わせた造語。
なお、トヨタはカローラやクラウン、センチュリー、セリカ、カムリなどのように、Cを頭文字に採用する車種が多く、C-HRもその例に含まれる。

## プロモーション
- 発表後から異業種とのコラボレートを行う企画、「CROSSOVER THE WORLD」シリーズのキャンペーンを展開し、第一弾としてトミカ[注釈 9]、第二弾としてストリートファイターII、第三弾として北斗の拳作者の原哲夫、第四弾として大友克洋とのコラボレーションが実現した。2017年3月からは、テレビCMでも同シリーズの展開を開始。CMには、ファッションモデルの伊藤ニーナが出演した。
- また、フジテレビ系ドラマ『貴族探偵』とのコラボレーションも行われており、同番組内専用のテレビCMも制作。本テレビCMでは劇中で運転手“佐藤”を演じる滝藤賢一が出演している。
- ラジオCMでは、アーティストのMOROHA、岡崎体育を起用したCMをオンエアした。
- CMソングには、クイーンの「炎のロックンロール」を起用。原題に倣ったキャッチフレーズ「KEEP YOURSELF ALIVE　走るなら、自分の道を。」も使用されていた。2017年8月の2トーン追加時のCMからは、Macklemore & Ryan Lewisの「Can't  Hold Us Feat. Ray Dalton」に変更、2018年10月から放映されているCMからは、MY FIRST STORYの「With You」が起用された。
- YouTubeではレーシングドライバーの小林可夢偉とケイ・コッツォリーノが試乗する動画が公開された[63]。